# Naoshi Komi
Naoshi Komi (古味直志, Komi Naoshi; Kochi, 28 de março de 1986) é um mangaká japonês.

## Biografia
Komi sempre gostou de desenhar e era bom desde pequeno. No ensino médio, fez parte do clube de artes e, depois, ingressou no ensino técnico do Colégio da Faculdade de Art Kobe. Nessa época, foi levado ao departamento editorial da Weekly Shōnen Jump e adquiriu experência de editor observando os funcionários daquele lugar.
Fez sua estreia na revista Akamaru Jump em 2007 com o mangá Island. Desde então, fez outros trabalhos, mas foi com a comédia romântica Nisekoi, publicada em 2011, que o tornou mundialmente conhecido. Ele cita One Piece como uma das suas maiores influências em suas obras.

## Trabalhos
| Ano       | Título           | Notas                 | Ref   |
| --------- | ---------------- | --------------------- | ----- |
| 2007      | Island           |                       | [ 3 ] |
| 2007      | Koi no Kami-sama |                       |       |
| 2007      | Williams         |                       |       |
| 2008      | Apple            |                       |       |
| 2008      | Double Arts      |                       |       |
| 2008      | Personant        |                       |       |
| 2011–2016 | Nisekoi          |                       | [ 3 ] |
| 2012      | Nisekyū!!        | com Haruichi Furudate |       |
| 2013      | Ore Koi!!        | com Kazune Kawahara   |       |